# كلية الدراسات العليا للتربية في جامعة هارفارد
كلية الدراسات العليا للتربية في جامعة هارفارد (HGSE) هي كلية التربية في جامعة هارفارد، وهي جامعة بحثية خاصة تابعة لرابطة آيفي ليج في كامبريدج، ماساتشوستس. تأسست عام 1920، وكانت أول كلية تمنح درجة الدكتوراه في التربية (EdD) وأول كلية في هارفارد تمنح درجات علمية للنساء. تضم كلية الدراسات العليا للتربية في جامعة هارفارد أكثر من 800 طالب في برامج الماجستير في التربية لمدة عام واحد (.Ed.M) والدكتوراه في القيادة التربوية لمدة ثلاث سنوات (.Ed.L.D).
وهي مرتبطة بمجموعة نشر التعليم في جامعة هارفارد التي تحمل اسم دار نشر التربية في جامعة هارفارد وتنشر مجلة هارفارد التعليمية.